# حمزه یونس
حمزه یونس (عربی: حمزة یونس؛ زاده ۱۶ آوریل ۱۹۸۶ در المنستیر)، بازیکن فوتبال اهل تونس بوده و عضو تیم ملی فوتبال تونس است.
وی مدتی مهاجم باشگاه تراکتورسازی تبریز بود.

## دوران حرفه‌ای
اولین باشگاه حرفه‌ای حمزه یونس، باشگاه صفاقسی تونس بود که در سه فصل حضور در این تیم و جمعاً انجام ۱۳۵ بازی، موفق به ثبت ۴۶ گل در این تیم شد و پس از اتمام قرارداد خود در این باشگاه به صورت بازیکن آزاد راهی تیم ستاره ساحلی تونس شد. او در تیم ستاره ساحلی توانست در ۲۲ بازی ۱۸ گل به ثمر برساند.
او پس از یک سال حضور در تیم ستاره ساحلی، راهی باشگاه رومانیایی پترولول شد و در دو فصلی که این تیم حضور داشت، در ۵۲ بازی ۳۴ گل به ثمر رساند. مقصد بعدی حمزه یونس، بوتف پلوودیو بلغارستان بود. او در ژانویه سال ۲۰۱۴ راهی این تیم شد و پس از انجام ۱۷ بازی و به ثمر رساندن ۷ گل برای این تیم، چند ماه بعد و در اوت ۲۰۱۴ به تیم لودوگورتس بلغارستان پیوست.

### لیگ قهرمانان اروپا
او توانست در تیم لودوگورتس تجربه بازی در لیگ قهرمانان اروپا را بدست آورده و در برابر تیم‌هایی همچون لیورپول، زسکا صوفیه، بازل و استوا بخارست فرصت بازی پیدا کند. وی در بازی با لیورپول، توانست پاس تنها گل تیمش را بدهد.
حمزه یونس در ۴ بازی خود در فصل ۲۰۱۵–۲۰۱۴ لیگ قهرمانان در برابر تیم‌های هم‌گروهی لودوگورتس، دارای درصد پاس صحیح ۸۰ و به طول متوسط ۱۵ متر بوده‌است.

### بازی ملی
یونس در ۲۸ مه ۲۰۱۴ نخستین بازی ملی خود را برای تیم ملی فوتبال تونس در مقابل کره جنوبی انجام داد. دومین بازی ملی او نیز در مقابل بلژیک بود.

## افتخارات
حمزه یونس ۲۹ ساله تا بدین جا در دوران بازی خود نزدیک به ۱۰ عنوان قهرمانی و نائب قهرمانی بدست آورده‌است. قهرمانی رقابت‌های لیگ بلغارستان، نائب قهرمانی در جام حذفی بلغارستان، قهرمانی در سوپرکاپ بلغارستان، قهرمانی در لیگ رومانی، نائب قهرمانی در سوپر کاپ رومانی، نائب قهرمانی در لیگ تونس، قهرمانی در جام حذفی تونس، یک قهرمانی و یک نائب قهرمانی در جام کنفدراسیون‌های آفریقا و در نهایت قهرمانی در سوپرکاپ آفریقا از افتخارات این بازیکن تونسی می‌باشد.